# Masacre de Tel al-Sultan
La masacre de Tel al-Sultán fue un ataque aéreo llevado a cabo por las Fuerzas de Defensa de Israel (FDI) el 26 de mayo de 2024, contra un campamento de desplazados en el noroeste de Rafah, la ciudad más meridional de la Franja de Gaza, el ataque israelí mató a entre 45 y 50 personas e hirió a más de 250. Además el área, que en ese momento se encontraba abarrotada de familias desplazadas, había sido clasificada por el ejército israelí como una «zona segura» antes del ataque. El ataque israelí se produjo solo tres días después de que la Corte Internacional de Justicia ordenara el fin de la ofensiva militar israelí contra la ciudad de Rafah ante el riesgo de genocidio.
Israel afirmó que había atacado un complejo de Hamás en la zona y que cualquier afirmación de víctimas se debía a un incendio posterior. Las imágenes del ataque se difundieron internacionalmente y fueron descritas como «algunas de las peores» durante la guerra. El ataque fue condenado por grupos palestinos y humanitarios, calificándolo de ilegal y de masacre.

## Antecedentes

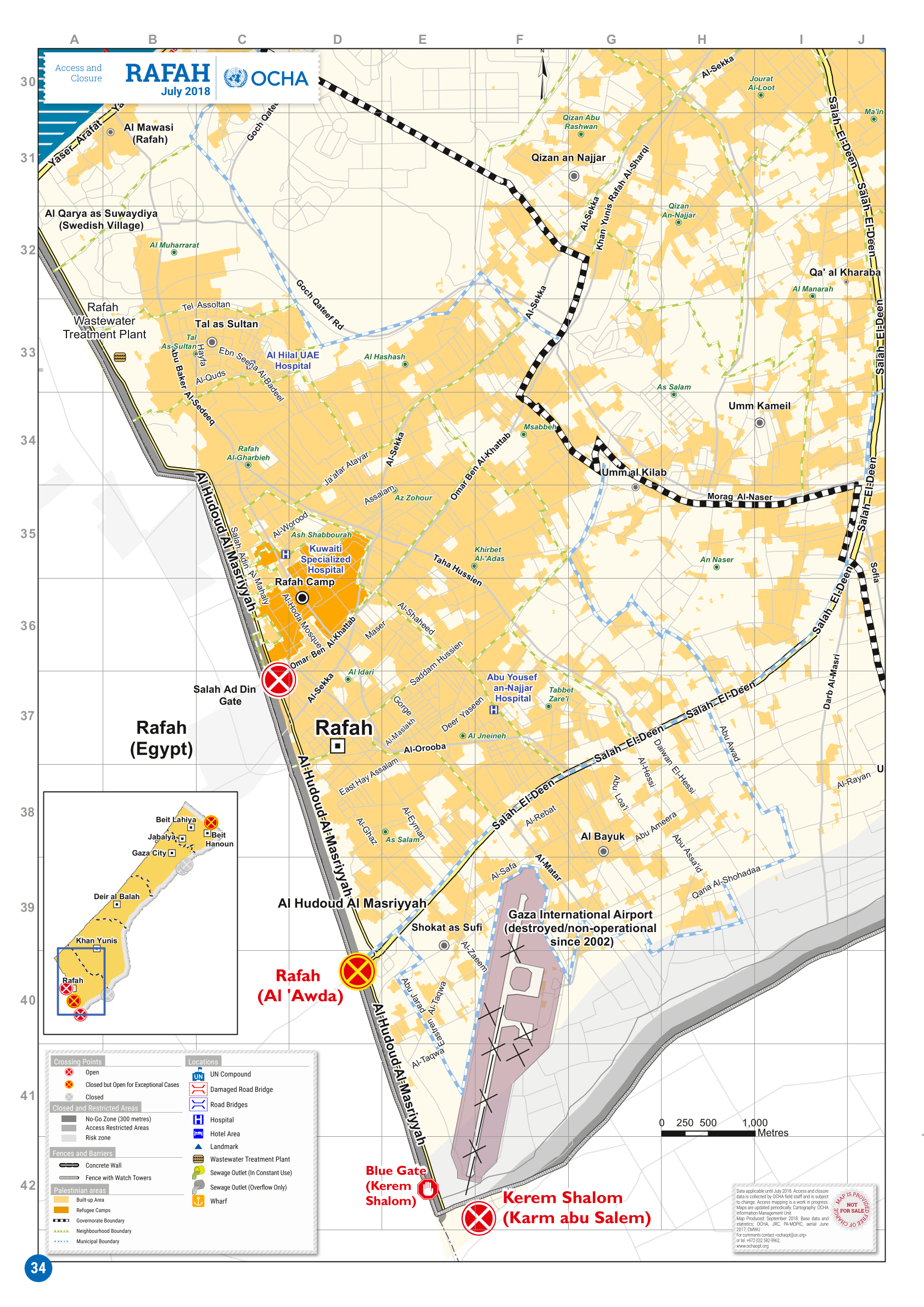
Mapa de la gobernación de Rafah y sus alrededores, incluidos los cruces fronterizos.

Después de que Israel emitiera una serie de órdenes de evacuación de la Franja de Gaza durante la guerra entre Israel y Gaza, los habitantes de muchas áreas de Gaza se vieron obligados a abandonar su hogares y huir de los combates y del avance del Ejército israelí, muchos de los refugiados huyeron principalmente a Rafah. Ciudad que se volvió densa y superpoblada, con más de 1,4 millones de civiles refugiados en la zona. Sin embargo, cuando Israel invadió la ciudad, ordenó la evacuación también de los barrios orientales. Se estima que 950 000 civiles huyeron y se dirigieron a otras partes del sur de Gaza consideradas seguras, incluido el oeste de Rafah.
Tres días antes del ataque, el 24 de mayo de 2024, la Corte Internacional de Justicia exigió a Israel que detenga inmediatamente su ofensiva militar en la ciudad de Rafah, en la Franja de Gaza. Así mismo, le ordenó que tome «medidas efectivas» para garantizar «el acceso sin obstáculos a la Franja de Gaza a cualquier comisión de investigación, misión u organismo de investigación encargado por los órganos competentes de la ONU para investigar acusaciones de genocidio». También ordenó «mantener abierto el cruce de Rafah para el acceso de la ayuda humanitaria a la Franja». El Euro-Med Monitor informó que desde que se emitió la orden, Israel había lanzado más de sesenta ataques aéreos contra la ciudad en 48 horas. La orden fue ampliamente interpretada como que obligaba a Israel a detener la ofensiva contra la ciudad de Rafah llena de refugiados y la Unión Europea dijo que Israel estaba violando la orden al continuar con la ofensiva. Además, el mismo día 24 de mayo el Consejo de Seguridad de las Naciones Unidas había aprobado la resolución N.º 2730 (con catorce votos a favor, ninguno en contra y una abstención) sobre la protección de los civiles en los conflictos armados, exhortando a las partes en conflicto a asegurar a la población civil y, particularmente, a garantizar la seguridad del personal humanitario en sus labores de ayuda y abastecimiento de la población, recordando también a los Estados sus obligaciones respecto de los Convenios de Ginebra de 1949 y condenando el incumplimiento reiterado de la ley internacional.
Numerosas fuentes informaron que el área que Israel atacó había sido previamente designada por las FDI como «zona segura». CBC News mostró fotografías de folletos israelíes que decían:

For your safety, the Israeli Defence Force is asking you to leave these areas immediately and to go to known shelters in Deir el Balah or the humanitarian area in Tel al-Sultan through Beach Road. And don't blame us after we warned you
Por su seguridad, las Fuerzas de Defensa de Israel le piden que abandone estas áreas inmediatamente y se dirija a refugios conocidos en Deir el Balah o al área humanitaria en Tel al-Sultan a través de la carretera de la playa. Y no nos culpes después de que te lo advertimos.

La Media Luna Roja Palestina afirmó que el lugar había sido designado por Israel como «área humanitaria» y no estaba incluido en las áreas que el ejército de Israel ordenó evacuar a principios de este mes. Abed Mohammed Al-Attar, cuya familia falleció en el ataque israelí, dijo que las fuerzas israelíes habían dicho a los residentes que esta área era una zona segura.
La emisora estadounidense NPR informó que, una semana antes del bombardeo, el ejército israelí había lanzado folletos instando a los civiles a evacuar hacia Tel al-Sultan, indicando a la gente que la ayuda humanitaria estaría disponible allí.  Los testigos que hablaron con la Agence France-Presse confirmaron que huyeron a Tel al-Sultan siguiendo instrucciones de los folletos de las FDI.

## Bombardeo
La noche del 26 de mayo, aviones de combate israelíes dispararon ocho misiles contra un campamento de refugiados, situado en el barrio de Tel al-Sultán, en el oeste de Gaza, una zona considerada segura por las FDI. CBS News señaló que las tiendas de campaña estaban ubicadas a unos 200 metros del mayor almacén de las Naciones Unidas en la Franja de Gaza.
El análisis de imágenes de satélite realizado por India Today localizó el lugar del ataque aéreo en el «Campamento de Paz de Kuwait», lo que llevó al periódico a concluir que «las imágenes de satélite muestran a Israel atacando los campos de refugiados de Rafah». The Guardian también ubicó el ataque en el campamento kuwaití y citó a un residente diciendo que el ataque aéreo ocurrió en «un punto médico rodeado por muchas tiendas de campaña, en un área con más de 4000 personas».
Israel afirmó haber atacado un complejo de Hamás y haber matado a dos altos comandantes de Hamás «de acuerdo con el derecho internacional», también afirmaron que estaba al tanto de las denuncias de que se había producido un incendio en la zona. Sin embargo, CNN entrevistó a un testigo del ataque que dijo: «Todos los que murieron eran civiles. Ninguno era un combatiente». Mondoweiss también entrevistó a un testigo que dijo que los rescatistas no encontraron ningún objetivo que justificara el bombardeo.
Supervivientes de la masacre dijeron que el ataque israelí «quemó vivas a la gente» y destruyó una manzana entera. La Media Luna Roja Palestina dijo que los civiles quedaron atrapados en las llamas. Un vídeo verificado por NBC News mostró a palestinos gritando pidiendo ayuda en tiendas de campaña «envueltas en llamas» mientras los equipos de defensa civil intentaban detener el fuego. Otro vídeo mostraba a voluntarios intentando salvar a personas, y otros mostraban cadáveres quemados, incluido uno de un niño al que le habían arrancado la cabeza. Las víctimas del ataque fueron evacuadas de urgencia al hospital emiratí.
Según una investigación inicial israelí, las víctimas civiles fueron causadas por el incendio que se produjo después del ataque, según informaron a su aliado, Estados Unidos, el incendio se produjo cuando la metralla alcanzó un tanque de combustible a 100 metros de distancia, prendió fuego a una tienda de campaña y luego se propagó. Sin embargo, la Media Luna Roja Palestina dijo que los ataques se dirigieron directamente contra las tiendas de campaña que albergaban a las personas desplazadas.
La Media Luna Roja Palestina publicó en su cuenta de X (antigua Twitter) que:

La aviación israelí ha bombardeado varias tiendas en esta zona, causando numerosos mártires y víctimas. Muchos han sido trasladados a la clínica del (campo de refugiados de) Tal al Sultan y a los hospitales de campaña cercanos al mar en Rafah. Actualmente, numerosas personas permanecen atrapadas bajo las llamas y en las tiendas destruidas por los bombardeos

Las FDI afirmaron que habían tomado medidas para limitar las víctimas civiles durante el ataque. Según afirmaron en los ataques se utilizaron dos misiles cuyas ojivas eran «de tamaño reducido». También aseguraron que el ataque tuvo lugar fuera de la zona segura de Al-Mawasi.
De acuerdo con un análisis de videos realizado por la cadena noticiosa CNN, en el ataque se utilizaron municiones de fabricación estadounidense. Se trata de bombas del tipo GBU-39 fabricadas por Boeing. El asunto tiene relevancia debido a que el presidente de los Estados Unidos, Joe Biden había declarado a comienzos del mes de mayo que no permitiría la utilización de armamento estadounidense en una ofensiva de gran envergadura en Rafah. Sin embargo, el gobierno de Biden no ha alterado su política de apoyo a Israel tras este ataque.
A pesar de la indignación mundial y los llamados de funcionarios gubernamentales de todo el mundo para que Israel detenga su ofensiva en Rafah, menos de 48 horas después, Israel bombardeó el campo de refugiados de Al-Mawasi en una zona designada como «segura», matando al menos a 21 personas, más de la mitad de ellas mujeres y niños.

## Víctimas
El Ministerio de Salud de Gaza afirmó que el ataque mató al menos a 45 personas, y ActionAid UK dijo que mató a 50. Hamás dijo que entre las víctimas mortales había muchas mujeres y niños. Médicos Sin Fronteras aseguró que decenas de civiles resultaron heridos, luego la cifra de heridos aumentó hasta los 65. Posteriormente la organización humanitaria elevó el número de heridos a más de 200, también afirmó que no había ningún hospital en Rafah con capacidad para tratar un número de heridos tan elevado.
Un portavoz del Ministerio de Sanidad de Gaza, señaló en un comunicado que la «masacre» cometida por Israel en el campamento ha dejado hasta ahora un balance confirmado de 45 muertos «incluidos 23 niños, mujeres y ancianos» y 249 heridos, si bien se teme que la cifra pueda aumentar según pasen las horas. Poco antes los servicios de Defensa Civil de Gaza habían confirmado 40 «mártires» y «decenas de heridos».

## Reacciones

### Israel
Las Fuerzas de Defensa de Israel (FDI) confirmaron la autoría del ataque y afirmaron que sus aviones habían alcanzado «un recinto de Hamás en Rafah en el que operaban importantes terroristas de Hamás». Según argumentó el Ejército israelí «El ataque se llevó a cabo contra objetivos legítimos en virtud del derecho internacional, utilizando municiones precisas y con base en información de inteligencia precisa que indicaba el uso de la zona por parte de Hamás» y dirigido contra dos altos cargos de Hamás, el comandante de su división para Cisjordania, Yassin Rabia; y otro alto mando de esa misma división, Khaled Nagar. Las FDI dijeron estar al tanto de informaciones sobre las víctimas civiles del ataque y aseguraron que «el incidente está siendo revisado».
El primer ministro israelí, Benjamín Netanyahu, aseguró que el ataque no tenía la intención de causar víctimas civiles: «A pesar de nuestro máximo esfuerzo para no dañar a los civiles, algo desafortunadamente salió trágicamente mal», también afirmó que estaban «investigando el incidente».
Algunos israelíes celebraron el ataque, comparándolo con la festividad judía Lag Ba'omer, en la que se encienden hogueras para conmemorar a un rabino del siglo II. La analogía fue hecha por el periodista principal del Canal 14 de Israel, Yinon Magal, quien publicó en la red social X fotografías con la leyenda: «La iluminación principal del año en Rafah» y por Naveh Dromi de i24news que comentó «Felices vacaciones». Ambas publicaciones fueron eliminadas posteriormente. La comparación también la hizo el rapero de extrema derecha Yoav Eliasi, que publicó videos en Telegram para celebrar el ataque y lo comparó con la festividad. Los usuarios de las redes sociales israelíes también compartieron memes y chistes sobre el ataque.

### Palestina
Hamás y la Yihad Islámica Palestina condenaron el ataque, calificándolo de masacre y pidiendo al pueblo palestino «escalar las actividades públicas de rabia y presión para parar la agresión y la guerra genocida. Llamamos a nuestra gente en Cisjordania, Jerusalén, el interior ocupado y el exterior a alzarse y llevar a cabo marchas de rabia contra la masacre sionista contra nuestra gente en la Franja de Gaza ».
Un portavoz de la Presidencia de la Autoridad Nacional Palestina condenó el incidente y lo calificó también de masacre. En una declaración separada, el 27 de mayo, Mahmoud Al-Habbash, asesor del presidente palestino, pidió una intervención inmediata en Rafah para proteger a los civiles. La Presidencia palestina también pidió una intervención internacional.

### Naciones Unidas
El comisionado general de la Agencia de Naciones Unidas para los Refugiados de Palestina en Oriente Próximo (UNRWA), Philippe Lazzarini, afirmó en su cuenta de la red social X. que «Las imágenes que llegan de Rafah desde anoche son desgarradoras. Entre las víctimas mortales hay niños y mujeres que viven en tiendas de plástico. Muchos resultaron heridos. Otros murieron calcinados. Las imágenes de anoche son testimonio de cómo Rafah se ha convertido en el infierno en la tierra». También aseguró que no pueden contactar con los trabajadores de la UNRWA desplegados en la zona.
Martin Griffiths, Secretario General Adjunto de Asuntos Humanitarios y Coordinador del Socorro de Emergencia declaró:

«Hemos dicho en repetidas ocasiones que ningún lugar es seguro en Gaza. Ni los refugios. Ni los hospitales. Ni las llamadas zonas humanitarias. También hemos advertido de que una operación militar en Rafah conduciría a una matanza. Hemos visto las consecuencias en el ataque absolutamente inaceptable de anoche.
Para la población de Gaza no hay debate sobre si el ataque fue un crimen de guerra o un "trágico error". Lo que ocurrió anoche fue la última -y posiblemente la más cruel- de las abominaciones. Calificarlo de "error" es un mensaje que no significa nada para los muertos, los dolientes y los que tratan de salvar vidas.»

La relatora especial de las Naciones Unidas para los Territorios Palestinos ocupados, Francesca Albanese, describió el ataque israelí como «más horror» y publicó en su cuenta de X. que «Esta crueldad, junto con el flagrante desafío a la ley y al sistema internacionales, es inaceptable. El genocidio en Gaza no terminará fácilmente sin presión externa: Israel debe enfrentar sanciones, justicia, suspensión de acuerdos de comercio, asociación e inversiones, así como participación en foros internacionales».
El secretario general de las Naciones Unidas, António Guterres, también manifestó su condena a los ataques. Coincidiendo con Lazzarini, Griffiths y Albanese, publicó en su cuenta de X: «Condeno las acciones de Israel que han matado a decenas de civiles inocentes que solo buscaban refugio de este mortífero conflicto. No hay ningún lugar seguro en Gaza. Este horror debe terminar.» 

### Internacional
- Arabia Saudita dijo que «condena en los términos más enérgicos las continuas masacres» llevadas a cabo por las fuerzas israelíes en Gaza y que «afirma su rechazo categórico a las continuas y flagrantes violaciones por parte de las fuerzas de ocupación israelíes de todas las resoluciones, leyes y derechos internacionales y normas humanitarias».[58]

- Bélgica: el primer ministro Alexander De Croo pidió nuevas negociaciones de paz después del ataque.[1]

- Chile: el país condenó enérgicamente el «ataque indiscriminado» de las fuerzas israelíes contra el campo de refugiados civiles en Rafah.[59]

- Colombia: la Cancillería de Colombia condenó los ataques aéreos israelíes contra campamento de desplazados en Rafah: «Colombia reitera la exigencia de cese al fuego inmediato y definitivo, la liberación de todos los rehenes, el ingreso de la ayuda humanitaria necesaria. Así mismo exige el acatamiento y cumplimiento sin dilaciones de las medidas y decisiones de los organismos internacionales».[60] El presidente Gustavo Petro condenó el ataque y afirmó que «la masacre continúa».[61]

- Francia: los políticos franceses pidieron medidas contra Israel por el ataque, y uno de ellos también lo calificó de «masacre abominable».[62] El presidente Emmanuel Macron dijo que estaba «indignado» por los ataques y volvió a pedir un alto el fuego.[1][63]

- Irlanda el ministro de Asuntos Exteriores calificó de «bárbaro» el ataque y añadió que «Gaza es un enclave muy pequeño, densamente poblado», y «no se puede bombardear una zona como esa sin consecuencias espantosas en términos de niños y civiles inocentes».[64]

- Turquía: el presidente Recep Tayyip Erdoğan criticó a Israel por el bombardeo contra la ciudad de Rafah «El ataque de este domingo contra Rafah, que se lanzó después de la orden de la Corte Internacional de Justicia, expone la naturaleza traicionera y sangrienta del estado terrorista (de Israel)» y arremetió contra Netanyahu, al señalar: «El asediado Netanyahu y su red asesina intentan extender su control sobre el poder masacrando a la gente mientras no logran derrotar la resistencia palestina».[65]

- Venezuela el canciller Yván Gil, dijo en la red social X (antigua Twitter) que «condenamos, una vez más, estos delitos de lesa humanidad, sus perpetradores deben ser capturados, juzgados y sentenciados. Es un régimen nazi que está actuando ante los ojos de todas y todos. ¡Basta ya!, el mundo no es un lugar seguro mientras no se apresen (detengan) a los criminales de guerra que gobiernan hoy Israel». También afirmó que las imágenes del ataque, «son espeluznantes, es la barbarie indetenible, ocasionada por la canalla sionista. El genocidio continúa a la vista de toda la comunidad internacional, hemos visto mujeres, niñas y niños asesinados, bajo las órdenes de Israel y bajo la complacencia del imperialismo estadounidense que también gobierna en la Unión Europea».[66]